# NGC 5397
NGC 5397 ist eine Linsenförmige Galaxie vom Hubble-Typ E/SB0 im Sternbild Zentaur und 180 Millionen Lichtjahre von der Milchstraße entfernt. 
Sie wurde am 8. Juni 1837 von John Herschel mit einem 18-Zoll-Spiegelteleskop entdeckt, der dabei „vF, S, R, gbM, 15 arcseconds“ notierte.